# San Vicente de Tagua Tagua
San Vicente de Tagua Tagua, antiguamente denominada San Vicente de Taguatagua, es una ciudad y comuna de la región del Libertador General Bernardo O'Higgins, en la zona central de Chile. Antes de la regionalización de 1974, fue capital del departamento de San Vicente.
Está ubicada al centro del valle del Cachapoal, región del Libertador General Bernardo O'Higgins, Chile y se emplaza a orillas del estero Zamorano, afluente del río Cachapoal, a 10,23 km al sur de Peumo.
Integra junto Chimbarongo, Las Cabras, Peumo, Pichidegua y San Fernando, el distrito electoral n.º 34 (diputados) y pertenece a la novena circunscripción senatorial (O'Higgins).

## Historia

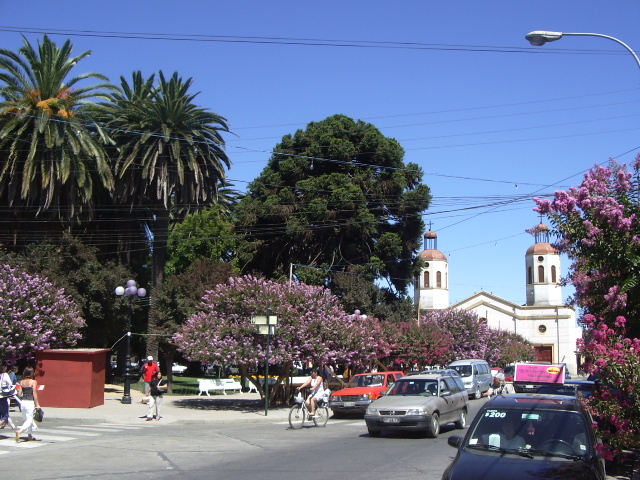
Esquina noriente de la plaza de San Vicente en la actualidad.

La historia de este lugar tiene sus orígenes hace unos 13 000 años, al final de la última etapa glacial, con los primeros asentamientos humanos del país. Hay vestigios que atestiguan la presencia de estas comunidades agroalfareras, como los del cementerio de Cuchipuy.
Los incas que llegaron a esta zona, constituyeron la última frontera de su imperio, del Collasuyo inca, y de su presencia quedan los restos de un pucará que dan son algunos de los vestigios de su permanencia e influencia en la zona.
Los españoles llegaron a la zona tras la conquista del Imperio inca. Mantuvieron la estructura social incaica e implantaron el sistema de encomiendas en el cual se cometieron muchos abusos en la utilización de los encomentados como esclavos, pervirtiendo el fin de la encomienda.
Pedro de Valdivia entregó a Juan Bautista Pastene la primera encomienda en la que se incluyó la formación de pueblo de indios, en el cual fueron encuadrados los taguataguas. Entre los encomenderos destacó por su rudeza Juan Próspero de Elzo y Aránibar cuya fama de cruel llegó a Europa y creó una serie de mitos en la zona.
En 1745 San Vicente contaba con iglesia y cementerio y en 1767 se transformó en viceparroquia de San Fernando donde se abren libros parroquiales en 1822. Fue desmembrada de Malloa en 1824. En 1859 se decide ubicar la iglesia en la plaza.
En 1846 Carmen Gallegos fundó la ciudad de San Vicente de Tagua Tagua en lo que era la hacienda de Tagua Tagua heredera del sistema de encomiendas que fue abolido tras la independencia de Chile, y las primeras familias que poblaron San Vicente fueron los Larenas, Lagos y Rojas.
En las luchas por la independencia Manuel Rodríguez utilizó como base la hacienda de Rastrojo, próxima a la localidad.

Taguatagua ó San Vicente de Taguatagua.-—Aldea situada en el departamento de Caupolicán por los 34° 27' Lat. y 71º 08'Lon. Está asentada en el valle de la banda norte del riachuelo de Hontiveros ó de Zamorano en su parte inferior á unos 20 kilómetros al SO. de Rengo y 12 hacia el O. de la villa de Malloa, dejando próxima la cuenca que ocupó la laguna de su título. Es de corto caserío con escuela gratuita para ambos sexos, oficinas de registro civil y de correo, y la iglesia parroquial de San Juan Evangelista, trasladada aquí del lugar de Pencahue del mismo departamento por disposición de 27 de diciembre de 1854. Sus contornos son feraces, cultivados y generalmente planos. 
Francisco Solano Asta-Buruaga y Cienfuegos, Diccionario Geográfico de la República de Chile (1897) 

En la década de 1920 el destacado político Leopoldo Larenas Bobadilla, aprovechando su amistad con el presidente Arturo Alessandri, consiguió la autorización para que San Vicente de Tagua Tagua pasara a ser departamento, independizándose así del departamento de Caupolicán, cuya capital era la ciudad de Rengo. 
La ciudad ha sido destino de muchos inmigrantes que fueron acogidos y se desarrollaron en ella. Se destacan las colonias palestina, española (especialmente asturiana) e italiana, que han dejado su legado en la comuna, Casa García, Tienda España, El Portalón, ferretería Covadonga, población Bathich y el reloj ubicado en la plaza de Armas son una muestra de los proyectos desarrollados por estas personas.

## Medio ambiente

### Geomorfología y componentes abióticos

Trazado simplificado de los ecosistemas y cuerpos de agua presentes en la comuna de San Vicente.

La comuna de San Vicente se encuentra emplazada en las unidades geomorfológicas de Cuenca de Rancagua y Cordillera de la costa; y presenta según la clasificación climática de Köppen clima mediterráneo de lluvia invernal (Csb) y clima mediterráneo de lluvia invernal de altura (Csb (h)). Esta además se halla en la cuenca hidrográfica de río Rapel. Además, la comuna posee diversos cuerpos de agua, entre los que se destacan el río Cachapoal y río Claro.

### Componentes bióticos
Dentro del territorio de la comuna se pueden hallar los siguientes ecosistemas:
- Bosque caducifolio mediterráneo costero donde predominan Nothofagus macrocarpa y Ribes punctatum (Vulnerable)
- Bosque esclerófilo mediterráneo andino donde predominan Quillaja saponaria y Lithrea caustica (Vulnerable)
- Bosque esclerófilo mediterráneo costero donde predominan Cryptocarya alba y Peumus boldus (Vulnerable)

### Medidas de protección ambiental y conflictos socioambientales
Hasta 2022, la comuna de San Vicente cuenta con las siguientes zonas que poseen algún nivel de protección ambiental:
- Cerros Islas Coinco (Sitios ERB)[12]
- Cordillera de la costa Valle Central (Sitios ERB)[13]
- Cordillera de la costa Norte y Cocalán (Sitios Ley 19.300)[14]

## Demografía
La comuna de San Vicente de Tagua Tagua abarca una superficie de 497,8 km², de los cuales 268,8 km² pertenecen a terrenos planos y 228,9 km² corresponden a cerros. Posee una población de 46 766 habitantes (INE 2017), correspondientes a un 5,1 % de la población total de la región y una densidad de 93,9 hab/km². Del total de la población, 23 464 son mujeres (50,2 %) y 23 302 son hombres (49,8 %). Un 45,43 % (18 288 habs.) corresponde a población rural, y un 54,57 % (21 965 habs.) corresponde a población urbana (INE 2002).
La tasa de crecimiento poblacional entre 2002 y 2017 de 16,2 %, similar al promedio nacional. Al realizar una comparación de la población con las comunas más pobladas de la sexta región, San Vicente de Tagua Tagua se encuentra antecedida por las comunas de Rancagua, San Fernando, Rengo y Machalí.

## Administración

### Municipalidad
La municipalidad de San Vicente para el periodo 2024-2028 es dirigida por el alcalde Guido Carreño Reyes (UDI-Chile Vamos) y el concejo municipal conformado por los concejales:
- Juan Francisco Ramírez Maturana (Renovación Nacional)
- Daniel Jesús Umaña Donoso (Renovación Nacional)
- María Ignacia Castro Rojas (UDI)
- Patricio Lobos Muñoz (Partido Demócrata Cristiano)
- Gladys Monserrat Esparza Silva (Partido Republicano)
- Victor Fabían Gálvez Trujillo (Partido Demócrata Cristiano)

### Representación parlamentaria
San Vicente forma parte de la circunscripción senatorial VIII y del distrito electoral 16. Es representada en la Cámara de Diputados del Congreso Nacional por los siguientes diputados:
- Carla Andrea Morales Maldonado (Renovación Nacional)
- Eduardo Cornejo Lagos (Unión Demócrata Independiente)
- Cosme Mellado Pino (Partido Radical de Chile)
- Félix Bugueño Sotelo (Federación Regionalista Verde Social)

En el Senado, la representan:
- Javier Macaya Danús (Unión Demócrata Independiente)
- Juan Luis Castro González (Partido Socialista de Chile)
- Alejandra Sepúlveda Orbenes (Federación Regionalista Verde Social)

## Economía

### Agricultura
Las labores agrícolas en San Vicente de Tagua Tagua consisten principalmente en cultivo y producción de frutas, tales como cerezas, naranjas, uva vinífera y de mesa, mandarinas, duraznos y limones, y también a cultivos estacionales como el trigo y el maíz.

## Cultura

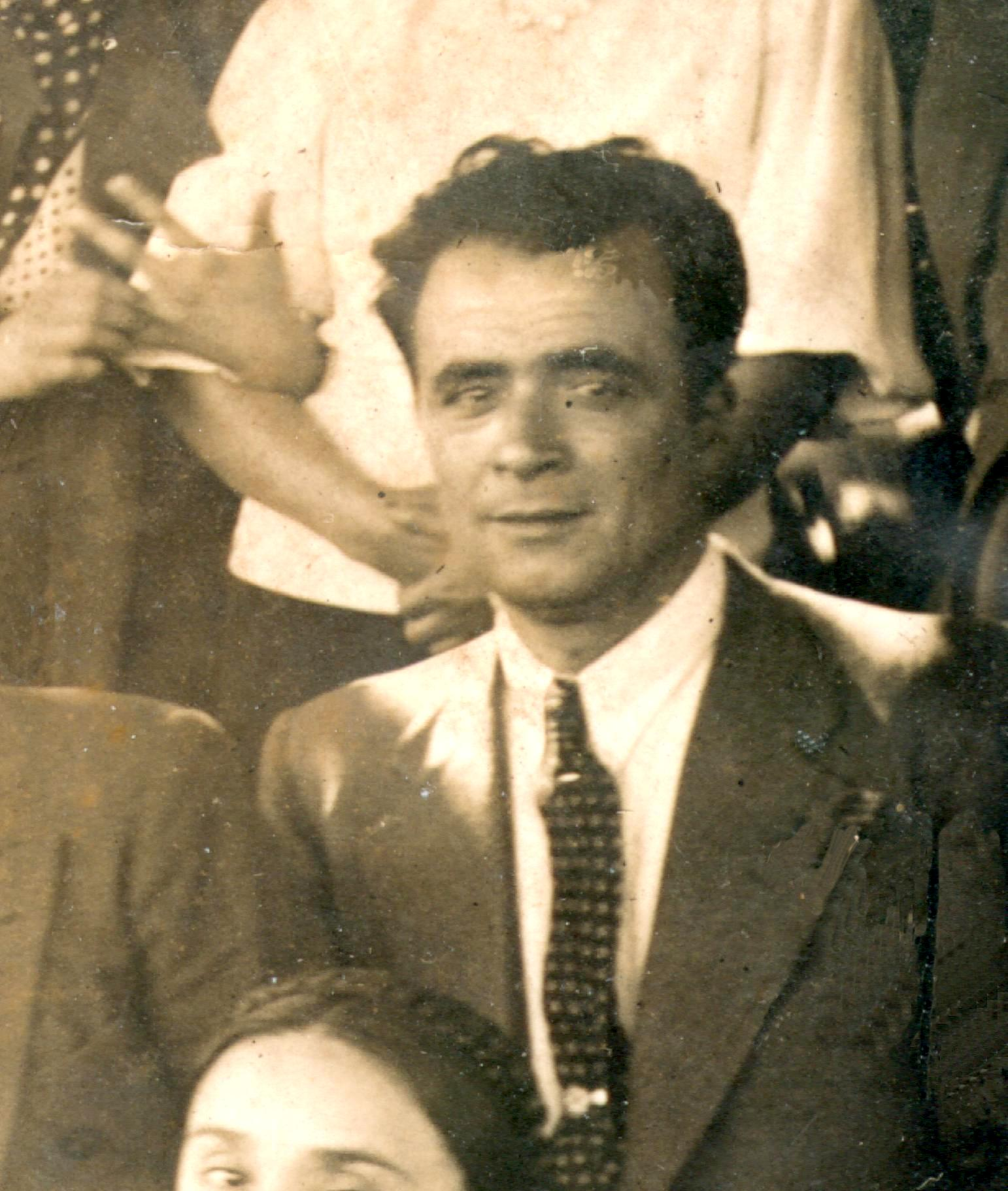
El Dr. Luis Ibáñez Vásquez en la plaza de San Vicente, 1928. Vivía en El Tambo.

- Teatro cine municipal: Sus comienzos, en la década de los años treinta del siglo XX, fue como teatro parroquial. En él se estrenó la primera película sonora, Suegra para dos. En 1938 se construye un nuevo edificio de hormigón armado equipado con dos proyectores. En 1952 Rafael Meza Ramírez adquiere un Equipo Proyector de cine marca De VRY,[18] compuesto de dos proyectores portátiles de películas de 35 mm con los que realiza sesiones de cine ambulantes cubriendo un territorio que va desde Pelequén, hasta Llallauquén. Entre 1955 y 1967 se realiza el noticiario Así es San Vicente, cuyas cintas guardan un valioso período de la historia de la comuna. En 1973, Rafael Meza, moderniza las instalaciones incorporando el cinemascope. En 1989 se cierran las instalaciones que son reconvertidas en auditorio. Luego se ha abierto un establecimiento de multicines.

- La Arqueología, basado en los múltiples asentamientos humanos de la zona, desde la época arcaica, a finales de la última glaciación.

- El folclore, en sus diferentes manifestaciones como el canto a lo divino y el canto a lo humano, formas inherentes de traspaso de tradición oral a escrita en el choque de culturas que significaron las distintas invasiones imperiales a la zona. La payada es famosa en la zona, ya que ha dado payadores del porte del mulato Taguada o de Javier de la Rosa. La poetisa Rosa Araneda, otro tanto otras son la cerámica y la artesanía en cuero. Los rodeos se acompañan de distintas demostraciones folclóricas como las fondas y las cantoras de rodeos. La zona fue el centro de la actividad folclórica chilena del siglo XIX, con personajes como Rosa Araneda o el famoso duelo entre los payadores Javier de la Rosa y el Mulato Tahuada.

## Deportes

### Rodeo de San Vicente

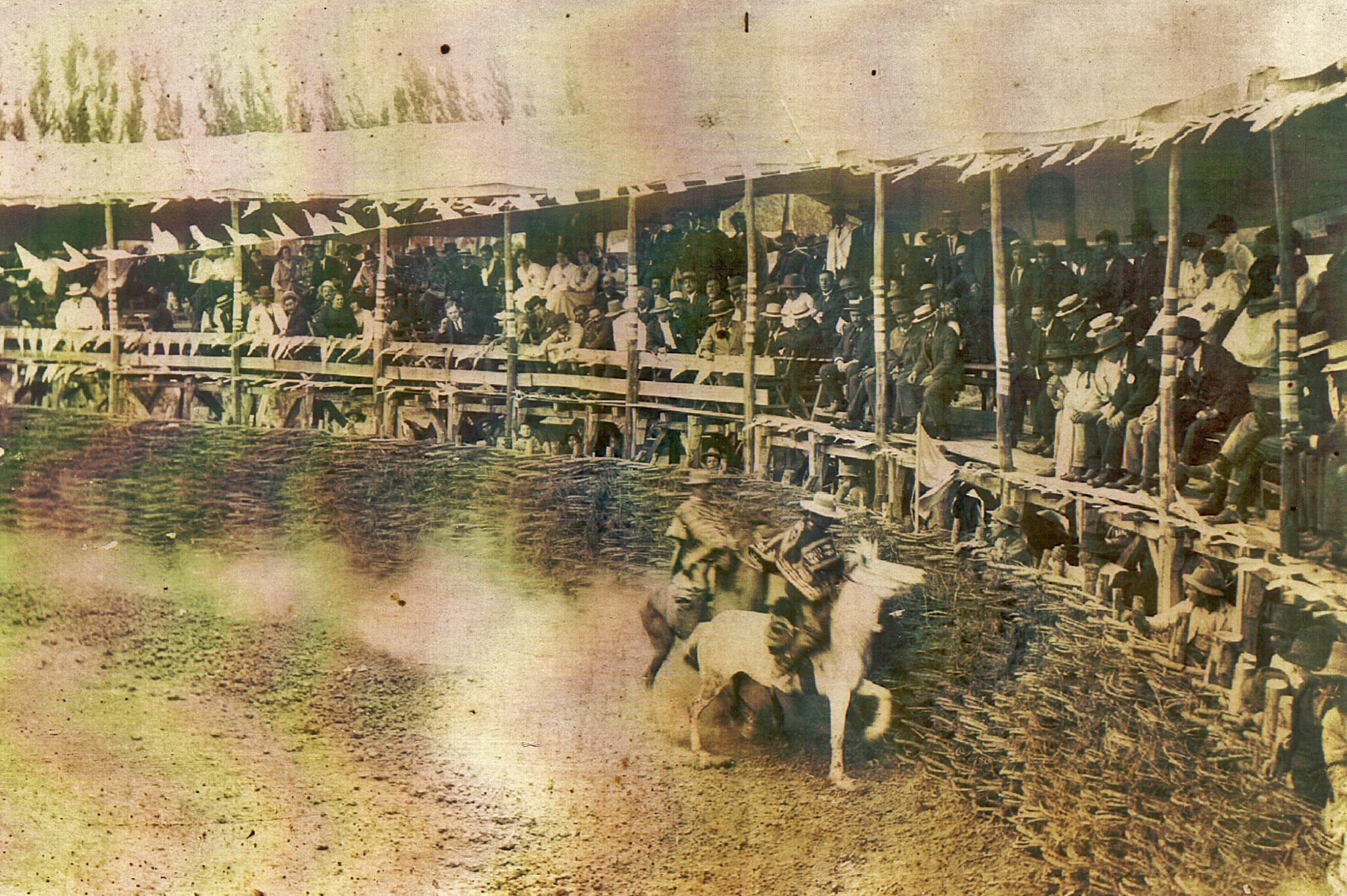
Primera medialuna reglamentaria redonda del país, construida en San Vicente de Tagua Tagua.

San Vicente de Tagua Tagua es la cuna de la tradición y cultura huasa chilena. En esta comuna don Leopoldo Larenas Bobadilla -dando cumplimiento al primer Reglamento de Corridas de Vacas, del año 1929-, construyó la primera medialuna reglamentaria redonda del país, en el sector del actual parque municipal, de ahí la forma circular de los antiguos eucaliptos que hasta hace algunos años se conservaban en el recinto. 
De igual forma su hijo, don José Larenas Abarca, también pasó a formar parte de la historia de la ciudad, destacándose como uno de los mejores jinetes del rodeo, quien debido a sus innumerables triunfos obtenidos a lo largo del siglo XX, y su especial carácter, terminó por convertirse en un personaje del rodeo, ampliamente conocido en los círculos corraleros de todas las épocas.
Todos los años se celebra el Rodeo de la ciudad. Desde el siglo XVII se celebraba para el 7 de octubre, día de San Marcos, costumbre compartida con otros países de América.
En el Rodeo se aprovecha para otras manifestaciones artísticas como las Cantoras de Rodeo. En este caso representadas por Otilia González de Putú, Constitución e Isabel Fuentes fundadora de “Las Morenitas” de San Vicente de Tagua Tagua.

### Fútbol
El Club Deportivo General Velásquez, fundado el 8 de enero de 1908 y actualmente juega en la Segunda División Profesional de Chile que es la tercera categoría del fútbol chileno dirigido por la  ANFP, es el equipo más importante de la comuna. Llegando a ser campeón de la tercera división en 1986 y 2017. En su historia ha estado en 6 temporadas en la Primera B de Chile, los años 1983, 1984, 1987, 1988, 1989 y 1990.
Es conocido como el 'Decano' de la región ya que cuenta con más de 100 años de antigüedad. En 2018 regresó al fútbol profesional luego de 27 años.

## Medios de comunicación
La comuna cuenta con una serie de medios de comunicación, principalmente radios, que gozan de una privilegiada cobertura en la Región de O'Higgins dada su céntrica ubicación en el Valle del Cachapoal.
- Fusión    90.3
- La Karibeña 92.3
- Ritmo FM  98.7
- Colombina 97.7
- Splendida 103.5
- Caramelo San Vicente 104.5
- Éxitos La Popular 106.1
- Emilia FM 107.5

Mientras que a través de la televisión por cable se encuentra disponible el medio TVO San Vicente que a través del mismo operador suma a su cobertura la ciudad de Santa Cruz y las redes sociales.